# Lam Jones
John "Johnny" Wesley "Lam" Jones (Lawton, 4 de abril de 1958 – 15 de março de 2019) foi um ex-jogador de futebol americano e ex-velocista campeão olímpico norte-americano.
Competidor do atletismo e jogador de futebol desde a escola secundária, particpou dos jogos de Montreal 1976 integrando o revezamento 4x100 m que ganhou a medalha de ouro junto com Harvey Glance, Millard Hampton e Steve Riddick. Após deixar a pistas dedicou-se profissionalmente ao futebol americano onde atuou, por sua grande velocidade e explosão, como wide receiver pelo New York Jets por cinco anos, entre 1980–1985.
Após encerrar sua carreira como atleta, Jones enfrentou diversos problemas de ansiedade, alcoolismo e vício em drogas. Seus problemas cresceram até o ponto em que viu envolvido numa acusação de assédio sexual, o que o levou a se internar numa clínica de recuperação de viciados. Recuperou-se e passou a dar palestras sobre vícios para jovens estudantes de escolas secundárias falando de sua vida, para ajudá-los a evitarem os mesmos problemas que teve.
Em 2005 ele foi diagnosticado com um mieloma múltiplo nas pernas que afetou sua medula óssea e passou a fazer tratamento contra câncer, sobrevivendo à doença.